# Северни Синај (гувернорат)
Северни Синај је један од 27 гувернората Египта. Заузима површину од 27.574 km². Према попису становништва из 2006. у гувернорату је живело 339.752 становника. Главни град је Arish.

## Становништво
| 2006.   | 2012. (процена) |
| ------- | --------------- |
| 339.752 | 395.000         |